# Mike Moran
Mike Moran (ur. 4 marca 1948) – brytyjski klawiszowiec i producent muzyczny.
Po studiach w londyńskim Royal College of Music został muzykiem sesyjnym, kompozytorem i aranżerem muzyki do takich filmów jak Time Bandits i The Missionary. Grał także w Ian Gillan Band.
Napisana przez Morana i Lynseya de Paula piosenka Rock Bottom, zajęła II miejsce w Konkursie Piosenki Eurowizji w 1977 i stała się hitem w kilku europejskich krajach.
Moran i de Paul napisali później wspólnie wiele innych piosenek takich jak Let Your Body Go Downtown. Going to a Disco, Without You i Now and Then.
Moran był współautorem piosenek z albumu Barcelona Freddiego Mercury’ego i Montserrat Caballé (m.in. piosenki Barcelona)
Pracował z Queen, Ozzym Osbournem i George’em Harrisonem.